# Yannick Bolasie
Yannick Bolasie (Lione, 24 maggio 1989) è un calciatore congolese (Repubblica Democratica del Congo), attaccante o ala del Cruzeiro.

## Biografia
Nato in Francia, a Lione, si trasferisce in Inghilterra in giovane età. Frequenta la Cardinal Hinsley High School a Londra. I calciatori Lomana e Kazenga LuaLua sono suoi cugini. È parente anche di Trésor Kandol, anch'egli calciatore.

## Caratteristiche tecniche
Ala sinistra, può giocare anche sulla fascia opposta. Spesso ha ricoperto il ruolo di punta centrale. Dotato di velocità di scatto eccelsa e di una straripante forza fisica, a cui unisce un'ottima agilità, possiede inoltre un dribbling particolarmente efficace, con cui spesso riesce a rompere gli equilibri difensivi.

## Carriera

### Club
Cresciuto nelle giovanili di Rushden & Diamonds e Hillingdon Borough, dopo aver giocato con il Floriana, società maltese, viene ceduto al Plymouth in cambio di 25.000 euro. Tra il 2008 e il 2010 viene ceduto in prestito al Rushden & Diamonds e al Barnet. Nel luglio del 2011 viene ceduto al Bristol City per 100.000 euro e a fine stagione passa al Crystal Palace per 630.000 euro. Nella partita contro il Tottenham del 6 dicembre 2014 (finita 0-0) diventa famoso il suo "Bolasie flick", che compie ai danni di Christian Eriksen. Il bilancio della stagione 2014-2015 è più che soddisfacente; in campionato Bolasie colleziona 34 presenze, impreziosite da 4 gol e la bellezza di 11 assist.
Nell'estate del 2015, grazie all'ottimo campionato disputato, è richiesto da diversi top club inglesi fra cui il Tottenham, ma rimane al Palace grazie al suo allenatore Alan Pardew, che lo considera incedibile valutandolo almeno 40 milioni. Comincia in ottimo modo il campionato 2015-2016, contribuendo soprattutto nella vittoria a Stamford Bridge contro il Chelsea per 1-2. Il 3 ottobre 2015 mette a segno una rete contro il West Browm. Il successivo 8 novembre sigla la pesantissima rete che contribuisce alla vittoria del Palace sul Liverpool per 2-1.
Il 15 agosto 2016 viene acquistato dall'Everton, con cui firma un contratto di cinque anni.
Il 27 agosto 2021 firma per il Çaykur Rizespor.
Il 27 novembre 2023, si unisce da svincolato allo Swansea City, nella Championship inglese.

### Nazionale
Debutta con la Nazionale congolese, il 24 marzo 2013, contro la Libia, in una partita valida per le qualificazioni ai Mondiali 2014. Viene poi convocato per la Coppa d'Africa 2015 disputatasi in Guinea Equatoriale dove la sua nazionale si è classificata terza. Bolasie è stato inserito nella Top 11 del torneo.

## Statistiche

### Presenze e reti nei club
Statistiche aggiornate al 2 dicembre 2024.
| Stagione               | Squadra                | Campionato             | Campionato | Campionato | Coppe nazionali | Coppe nazionali | Coppe nazionali | Coppe continentali | Coppe continentali | Coppe continentali | Altre coppe | Altre coppe | Altre coppe | Totale | Totale |
| Stagione               | Squadra                | Comp                   | Pres       | Reti       | Comp            | Pres            | Reti            | Comp               | Pres               | Reti               | Comp        | Pres        | Reti        | Pres   | Reti   |
| ---------------------- | ---------------------- | ---------------------- | ---------- | ---------- | --------------- | --------------- | --------------- | ------------------ | ------------------ | ------------------ | ----------- | ----------- | ----------- | ------ | ------ |
| 2007-2008              | Floriana               | PL                     | 24         | 4          | CM              | 0               | 0               | -                  | -                  | -                  | -           | -           | -           | 24     | 4      |
| 2008-gen. 2009         | Rushden & Diamonds     | CP                     | 7          | 0          | -               | -               | -               | -                  | -                  | -                  | FLT         | 3           | 0           | 10     | 0      |
| gen.-giu. 2009         | Barnet                 | FL2                    | 20         | 3          | FACup+CdL       | -               | -               | -                  | -                  | -                  | FLT         | -           | -           | 20     | 3      |
| 2009-gen. 2010         | Barnet                 | FL2                    | 22         | 2          | FACup+CdL       | 3+1             | 0               | -                  | -                  | -                  | FLT         | 2           | 0           | 28     | 2      |
| Totale Barnet          | Totale Barnet          | Totale Barnet          | 42         | 5          |                 | 4               | 0               |                    | 0                  | 0                  |             | 2           | 0           | 48     | 5      |
| gen.-giu. 2010         | Plymouth               | FLC                    | 16         | 1          | FACup+CdL       | -               | -               | -                  | -                  | -                  | -           | -           | -           | 16     | 1      |
| 2010-2011              | Plymouth               | FL1                    | 35         | 7          | FACup+CdL       | 1+0             | 0               | -                  | -                  | -                  | FLT         | 2           | 0           | 38     | 7      |
| Totale Plymouth        | Totale Plymouth        | Totale Plymouth        | 51         | 8          |                 | 1               | 0               |                    | 0                  | 0                  |             | 2           | 0           | 54     | 8      |
| 2011-2012              | Bristol City           | FLC                    | 23         | 1          | FACup+CdL       | 1+0             | 0               | -                  | -                  | -                  | -           | -           | -           | 24     | 1      |
| ago. 2012              | Bristol City           | FLC                    | 0          | 0          | FACup+CdL       | 0+1             | 0               | -                  | -                  | -                  | -           | -           | -           | 1      | 0      |
| Totale Bristol City    | Totale Bristol City    | Totale Bristol City    | 23         | 1          |                 | 2               | 0               |                    | 0                  | 0                  |             | 0           | 0           | 25     | 1      |
| ago. 2012-2013         | Crystal Palace         | FLC                    | 43+2       | 3          | FACup+CdL       | 1+1             | 0               | -                  | -                  | -                  | -           | -           | -           | 47     | 3      |
| 2013-2014              | Crystal Palace         | PL                     | 29         | 0          | FACup+CdL       | 1+0             | 0               | -                  | -                  | -                  | -           | -           | -           | 30     | 0      |
| 2014-2015              | Crystal Palace         | PL                     | 34         | 4          | FACup+CdL       | 1+0             | 0               | -                  | -                  | -                  | -           | -           | -           | 35     | 4      |
| 2015-2016              | Crystal Palace         | PL                     | 26         | 5          | FACup+CdL       | 4+1             | 1+0             | -                  | -                  | -                  | -           | -           | -           | 31     | 6      |
| Totale Crystal Palace  | Totale Crystal Palace  | Totale Crystal Palace  | 132+2      | 12         |                 | 9               | 1               |                    | -                  | -                  |             | -           | -           | 143    | 13     |
| 2016-2017              | Everton                | PL                     | 13         | 1          | FACup+CdL       | 0+2             | 0               | -                  | -                  | -                  | -           | -           | -           | 15     | 1      |
| 2017-2018              | Everton                | PL                     | 16         | 1          | FACup+CdL       | 1+0             | 0               | UEL                | 0                  | 0                  | -           | -           | -           | 17     | 1      |
| 2018-gen. 2019         | Aston Villa            | FLC                    | 21         | 2          | FACup+CdL       | 0               | 0               | -                  | -                  | -                  | -           | -           | -           | 21     | 2      |
| gen.-giu. 2019         | Anderlecht             | D1                     | 7+10       | 4+2        | CB              | -               | -               | -                  | -                  | -                  | -           | -           | -           | 17     | 6      |
| 2019-2020              | Sporting               | PL                     | 14         | 1          | CP+TdL          | 1+3             | 0               | UEL                | 7                  | 1                  | -           | -           | -           | 25     | 2      |
| 2020-gen. 2021         | Everton                | PL                     | 0          | 0          | FACup+CdL       | 0               | 0               | -                  | -                  | -                  | -           | -           | -           | 0      | 0      |
| Totale Everton         | Totale Everton         | Totale Everton         | 29         | 2          |                 | 3               | 0               |                    | 0                  | 0                  |             | -           | -           | 32     | 2      |
| gen.-giu. 2021         | Middlesbrough          | FLC                    | 15         | 3          | FACup+CdL       | -               | -               | -                  | -                  | -                  | -           | -           | -           | 15     | 3      |
| 2021-2022              | Çaykur Rizespor        | SL                     | 27         | 2          | TK              | 0               | 0               | -                  | -                  | -                  | -           | -           | -           | 27     | 2      |
| 2022-2023              | Çaykur Rizespor        | SL                     | 26         | 17         | TK              | 2               | 1               | -                  | -                  | -                  | -           | -           | -           | 28     | 18     |
| Totale Caykur Rizespor | Totale Caykur Rizespor | Totale Caykur Rizespor | 53         | 19         |                 | 2               | 1               |                    | -                  | -                  |             | -           | -           | 55     | 20     |
| nov. 2023-2024         | Swansea City           | FLC                    | 10         | 0          | FACup+CdL       | 2+0             | 0+0             | -                  | -                  | -                  | -           | -           | -           | 12     | 0      |
| 2024                   | Criciúma               | A                      | 34         | 8          | CB              | 2               | 0               | -                  | -                  | -                  | -           | -           | -           | 36     | 8      |
| Totale carriera        | Totale carriera        | Totale carriera        | 474        | 71         |                 | 29              | 2               |                    | 7                  | 1                  |             | 7           | 0           | 517    | 74     |

### Cronologia presenze e reti in nazionale
| Cronologia completa delle presenze e delle reti in nazionale ― RD del Congo | Cronologia completa delle presenze e delle reti in nazionale ― RD del Congo | Cronologia completa delle presenze e delle reti in nazionale ― RD del Congo | Cronologia completa delle presenze e delle reti in nazionale ― RD del Congo | Cronologia completa delle presenze e delle reti in nazionale ― RD del Congo | Cronologia completa delle presenze e delle reti in nazionale ― RD del Congo | Cronologia completa delle presenze e delle reti in nazionale ― RD del Congo | Cronologia completa delle presenze e delle reti in nazionale ― RD del Congo |
| Data                                                                        | Città                                                                       | In casa                                                                     | Risultato                                                                   | Ospiti                                                                      | Competizione                                                                | Reti                                                                        | Note                                                                        |
| --------------------------------------------------------------------------- | --------------------------------------------------------------------------- | --------------------------------------------------------------------------- | --------------------------------------------------------------------------- | --------------------------------------------------------------------------- | --------------------------------------------------------------------------- | --------------------------------------------------------------------------- | --------------------------------------------------------------------------- |
| 24-3-2013                                                                   | Kinshasa                                                                    | RD del Congo                                                                | 0 – 0                                                                       | Libia                                                                       | Qual. Mondiali 2014                                                         | -                                                                           | 83’                                                                         |
| 7-6-2013                                                                    | Tripoli                                                                     | Libia                                                                       | 0 – 0                                                                       | RD del Congo                                                                | Qual. Mondiali 2014                                                         | -                                                                           | 59’                                                                         |
| 16-6-2013                                                                   | Kinshasa                                                                    | RD del Congo                                                                | 0 – 0                                                                       | Camerun                                                                     | Qual. Mondiali 2014                                                         | -                                                                           | 45’                                                                         |
| 6-9-2014                                                                    | Lubumbashi                                                                  | RD del Congo                                                                | 0 – 2                                                                       | Camerun                                                                     | Qual. Coppa d'Africa 2015                                                   | -                                                                           |                                                                             |
| 10-9-2014                                                                   | Lubumbashi                                                                  | Sierra Leone                                                                | 0 – 2                                                                       | RD del Congo                                                                | Qual. Coppa d'Africa 2015                                                   | -                                                                           | 71’                                                                         |
| 11-10-2014                                                                  | Kinshasa                                                                    | RD del Congo                                                                | 1 – 2                                                                       | Costa d'Avorio                                                              | Qual. Coppa d'Africa 2015                                                   | -                                                                           | 76’                                                                         |
| 15-10-2014                                                                  | Abidjan                                                                     | Costa d'Avorio                                                              | 3 – 4                                                                       | RD del Congo                                                                | Qual. Coppa d'Africa 2015                                                   | -                                                                           |                                                                             |
| 15-11-2014                                                                  | Yaoundé                                                                     | Camerun                                                                     | 1 – 0                                                                       | RD del Congo                                                                | Qual. Coppa d'Africa 2015                                                   | -                                                                           | 81’                                                                         |
| 19-11-2014                                                                  | Kinshasa                                                                    | RD del Congo                                                                | 3 – 1                                                                       | Sierra Leone                                                                | Qual. Coppa d'Africa 2015                                                   | 2                                                                           |                                                                             |
| 7-1-2015                                                                    | Yaoundé                                                                     | Camerun                                                                     | 1 – 1                                                                       | Costa d'Avorio                                                              | Amichevole                                                                  | 1                                                                           | 80’                                                                         |
| 18-1-2015                                                                   | Ebebiyín                                                                    | Zambia                                                                      | 1 – 1                                                                       | RD del Congo                                                                | Coppa d'Africa 2015 - 1º turno                                              | 1                                                                           |                                                                             |
| 22-1-2015                                                                   | Ebebiyín                                                                    | Capo Verde                                                                  | 0 – 0                                                                       | RD del Congo                                                                | Coppa d'Africa 2015 - 1º turno                                              | -                                                                           | 63’                                                                         |
| 26-1-2015                                                                   | Bata                                                                        | RD del Congo                                                                | 1 – 1                                                                       | Tunisia                                                                     | Coppa d'Africa 2015 - 1º turno                                              | -                                                                           |                                                                             |
| 31-1-2015                                                                   | Bata                                                                        | Rep. del Congo                                                              | 2 – 4                                                                       | RD del Congo                                                                | Coppa d'Africa 2015 - Quarti di Finale                                      | -                                                                           |                                                                             |
| 4-2-2015                                                                    | Bata                                                                        | RD del Congo                                                                | 1 – 3                                                                       | Costa d'Avorio                                                              | Coppa d'Africa 2015 - Semifinale                                            | -                                                                           |                                                                             |
| 7-2-2015                                                                    | Malabo                                                                      | RD del Congo                                                                | 0 – 0                                                                       | Guinea Equatoriale                                                          | Coppa d'Africa 2015 - Finale 3º posto                                       | -                                                                           |                                                                             |
| 31-3-2015                                                                   | Sharjah                                                                     | Iraq                                                                        | 1 – 0                                                                       | RD del Congo                                                                | Amichevole                                                                  | -                                                                           |                                                                             |
| 9-6-2015                                                                    | Mons                                                                        | RD del Congo                                                                | 1 – 1                                                                       | Camerun                                                                     | Amichevole                                                                  | -                                                                           | 83’                                                                         |
| 14-6-2015                                                                   | Kinshasa                                                                    | RD del Congo                                                                | 2 – 1                                                                       | Madagascar                                                                  | Qual. Coppa d'Africa 2017                                                   | -                                                                           |                                                                             |
| 6-9-2015                                                                    | Bangui                                                                      | Rep. Centrafricana                                                          | 2 – 0                                                                       | RD del Congo                                                                | Qual. Coppa d'Africa 2017                                                   | -                                                                           |                                                                             |
| 8-10-2015                                                                   | Visé                                                                        | RD del Congo                                                                | 2 – 0                                                                       | Nigeria                                                                     | Amichevole                                                                  | -                                                                           | 89’                                                                         |
| 12-10-2015                                                                  | Mons                                                                        | Gabon                                                                       | 1 – 2                                                                       | RD del Congo                                                                | Amichevole                                                                  | -                                                                           |                                                                             |
| 12-11-2015                                                                  | Bujumbura                                                                   | Burundi                                                                     | 2 – 3                                                                       | RD del Congo                                                                | Qual. Mondiali 2018                                                         | 1                                                                           |                                                                             |
| 15-11-2015                                                                  | Kinshasa                                                                    | RD del Congo                                                                | 2 – 2                                                                       | Burundi                                                                     | Qual. Mondiali 2018                                                         | 1                                                                           |                                                                             |
| 26-3-2016                                                                   | Kinshasa                                                                    | RD del Congo                                                                | 2 – 1                                                                       | Angola                                                                      | Qual. Coppa d'Africa 2017                                                   | -                                                                           | 65’                                                                         |
| 29-3-2016                                                                   | Luanda                                                                      | Angola                                                                      | 0 – 2                                                                       | RD del Congo                                                                | Qual. Coppa d'Africa 2017                                                   | -                                                                           | 75’                                                                         |
| 5-6-2016                                                                    | Mahajanga                                                                   | Madagascar                                                                  | 1 – 6                                                                       | RD del Congo                                                                | Qual. Coppa d'Africa 2017                                                   | 1                                                                           | 72’                                                                         |
| 4-9-2016                                                                    | Kinshasa                                                                    | RD del Congo                                                                | 4 – 1                                                                       | Rep. Centrafricana                                                          | Qual. Coppa d'Africa 2017                                                   | -                                                                           |                                                                             |
| 4-10-2016                                                                   | Kinshasa                                                                    | RD del Congo                                                                | 0 – 1                                                                       | Kenya                                                                       | Amichevole                                                                  | -                                                                           | 37’                                                                         |
| 8-10-2016                                                                   | Kinshasa                                                                    | RD del Congo                                                                | 4 – 0                                                                       | Libia                                                                       | Qual. Mondiali 2018                                                         | -                                                                           |                                                                             |
| 13-11-2016                                                                  | Conakry                                                                     | Guinea                                                                      | 1 – 2                                                                       | RD del Congo                                                                | Qual. Mondiali 2018                                                         | 1                                                                           | 78’                                                                         |
| 27-3-2018                                                                   | Dar-es-Salaam                                                               | Tanzania                                                                    | 2 – 0                                                                       | RD del Congo                                                                | Amichevole                                                                  | -                                                                           | 73’                                                                         |
| 13-10-2018                                                                  | Harare                                                                      | RD del Congo                                                                | 1 – 2                                                                       | Zimbabwe                                                                    | Qual. Coppa d'Africa 2019                                                   | 1                                                                           | 53’                                                                         |
| 16-10-2018                                                                  | Harare                                                                      | Zimbabwe                                                                    | 1 – 1                                                                       | RD del Congo                                                                | Qual. Coppa d'Africa 2019                                                   | -                                                                           |                                                                             |
| 18-11-2018                                                                  | Brazzaville                                                                 | Rep. del Congo                                                              | 1 – 1                                                                       | RD del Congo                                                                | Qual. Coppa d'Africa 2019                                                   | -                                                                           |                                                                             |
| 24-3-2019                                                                   | Kinshasa                                                                    | RD del Congo                                                                | 1 – 0                                                                       | Liberia                                                                     | Qual. Coppa d'Africa 2019                                                   | -                                                                           |                                                                             |
| 15-6-2019                                                                   | Madrid                                                                      | RD del Congo                                                                | 1 – 1                                                                       | Kenya                                                                       | Amichevole                                                                  | -                                                                           | 67’                                                                         |
| 22-6-2019                                                                   | Il Cairo                                                                    | RD del Congo                                                                | 0 – 2                                                                       | Uganda                                                                      | Coppa d'Africa 2019 - 1º turno                                              | -                                                                           | 45+2’ 70’                                                                   |
| 26-6-2019                                                                   | Il Cairo                                                                    | Egitto                                                                      | 2 – 0                                                                       | RD del Congo                                                                | Coppa d'Africa 2019 - 1º turno                                              | -                                                                           | 64’                                                                         |
| 7-7-2019                                                                    | Alessandria d'Egitto                                                        | Madagascar                                                                  | 2 – 2 dts (4 – 2 dtr)                                                       | RD del Congo                                                                | Coppa d'Africa 2019 - Ottavi di finale                                      | -                                                                           | 70’                                                                         |
| 10-10-2019                                                                  | Blida                                                                       | Algeria                                                                     | 1 – 1                                                                       | RD del Congo                                                                | Amichevole                                                                  | -                                                                           |                                                                             |
| 13-10-2019                                                                  | Amiens                                                                      | Costa d'Avorio                                                              | 3 – 1                                                                       | RD del Congo                                                                | Amichevole                                                                  | -                                                                           | 46’                                                                         |
| 14-11-2020                                                                  | Kinshasa                                                                    | RD del Congo                                                                | 0 – 0                                                                       | Angola                                                                      | Qual. Coppa d'Africa 2021                                                   | -                                                                           | 46’                                                                         |
| 17-11-2020                                                                  | Luanda                                                                      | Angola                                                                      | 0 – 1                                                                       | RD del Congo                                                                | Qual. Coppa d'Africa 2021                                                   | -                                                                           | 79’                                                                         |
| 2-9-2021                                                                    | Lubumbashi                                                                  | RD del Congo                                                                | 1 – 1                                                                       | Tanzania                                                                    | Qual. Mondiali 2022                                                         | -                                                                           | 46’                                                                         |
| 6-9-2021                                                                    | Cotonou                                                                     | Benin                                                                       | 1 – 1                                                                       | RD del Congo                                                                | Qual. Mondiali 2022                                                         | -                                                                           | 58’                                                                         |
| 11-11-2021                                                                  | Dar es Salaam                                                               | Tanzania                                                                    | 0 – 3                                                                       | RD del Congo                                                                | Qual. Mondiali 2022                                                         | -                                                                           | 62’                                                                         |
| 14-11-2021                                                                  | Kinshasa                                                                    | RD del Congo                                                                | 2 – 0                                                                       | Benin                                                                       | Qual. Mondiali 2022                                                         | -                                                                           | 77’                                                                         |
| 1-2-2022                                                                    | Riffa                                                                       | Bahrein                                                                     | 2 – 0                                                                       | RD del Congo                                                                | Amichevole                                                                  | -                                                                           |                                                                             |
| 25-3-2022                                                                   | Kinshasa                                                                    | RD del Congo                                                                | 1 – 1                                                                       | Marocco                                                                     | Qual. Mondiali 2022                                                         | -                                                                           | 67’                                                                         |
| Totale                                                                      |                                                                             | Presenze                                                                    | 50                                                                          |                                                                             | Reti                                                                        | 9                                                                           |                                                                             |